# Nils-Erik Eriksson
Nils-Erik Gustaf Erikssson, född 25 mars 1934, död 25 maj 2018 i Halmstad, var en svensk läkare.
Eriksson blev legitimerad läkare 1965 och var specialist i allmän internmedicin. Han blev underläkare vid medicinska kliniken på Halmstads lasarett 1967 och var överläkare för den medicinska öppenvården där sedan 1974.